# Lạc Sỹ
Lạc Sỹ là một xã thuộc huyện Yên Thủy, tỉnh Hòa Bình, Việt Nam.
Xã Lạc Sỹ có diện tích 29,77 km², dân số năm 1999 là 1799 người, mật độ dân số đạt 60 người/km².